# Affonso Beato
Affonso Beato  est un directeur de la photographie brésilien, né le 13 juillet 1941 à Rio de Janeiro.

## Biographie
Après avoir suivi des études de peinture, Affonso Beato assiste Ricardo Aronovitch en 1964 sur le tournage du film de Ruy Guerra, Les Fusils. Installé aux États-Unis après avoir travaillé avec Miguel Littin au Chili avant le coup d'État de 1973, il entreprend une longue collaboration avec Jim McBride.

## Filmographie partielle
- 1968 : Le Brave guerillero (O Bravo Guerreiro) de Gustavo Dahl
- 1969 : Antonio Das Mortes, de Glauber Rocha
- 1970 : Le Maître du temps de Jean-Daniel Pollet
- 1974 : Hot Times de Jim McBride
- 1987 : Big Easy : Le Flic de mon cœur (The Big Easy) de Jim McBride
- 1989 : Great Balls of Fire! de Jim McBride
- 1994 : Qui a tué le chevalier ? de Jim McBride
- 1995 : La Fleur de mon secret de Pedro Almodóvar
- 1997 : En chair et en os (Carne trémula) de Pedro Almodóvar
- 1999 : Tout sur ma mère de Pedro Almodóvar
- 2001 : Ghost World de Terry Zwigoff
- 2003 : Attraction fatale (Dot the I) de Matthew Parkhill
- 2003 : Hôtesse à tout prix de Bruno Barreto
- 2003 : The Fighting Temptations de Jonathan Lynn
- 2005 : Dark Water de Walter Salles
- 2006 : The Queen de Stephen Frears
- 2007 : L'Amour aux temps du choléra de Mike Newell
- 2008 : Nos nuits à Rodanthe de George C. Wolfe
- 2013 : O Tempo e o Vento de Jayme Monjardim

## Récompenses et distinctions
- 1969 : Hibou d'or de la meilleure photographie pour Le Brave guerillero (O Bravo Guerreiro) de Gustavo Dahl